# Агавелян, Жирайр Лендрушевич
Жирайр Лендрушевич Агавелян (род. 8 декабря 1955, Ереван) — армянский кинорежиссёр, художник, актёр, поэт, сценарист, музыкант. Почётный член Союза художников  Армении  (2015).

## Биография
Жирайр Агавелян родился в 1955 году в Ереване. В 1972 году окончил ереванскую школу № 59 имени Акопа Пароняна. В 1975-1977 годах служил в  армии (Германия). В 1973-1977 годах поступил и окончил режиссёрское отделение Эчмиадзинского клубно-библиотечного техникума. В 1977-1980 годах окончил народную студию актёра при киностудии «Арменфильм», получив квалификацию актёра кино и драматического театра. В 1977-1991 годах работал режиссёром на Общественном телевидении Армении. В 1984-1989 годах учился и окончил режиссерский факультет Санкт Петербургского института культуры. В 1991 году уехал в Америку, в 2012 вернулся в Армению.

Фоторежиссурой занимается с 2009 года. У него было много выставок не только на родине, но и за рубежом.
Поскольку  я по профессии кинорежиссер, решил перевести в движение, одновременно придав ему жизнь духовную, философскую. Это стало началом и цветовым поиском, и было названо фоторежиссурой. Впоследствии внутренний  зов  открыл дорогу в  фотоискусство.

## Художественно-документальные фильмы
Автор ряда художественно-документальных фильмов:
- «Вардананк» (1984)
- «Симфония камней» (1987)
- «Лаваш» (1988)
- «Кто он — Эдвард Казарян?» (1989)
- «Пылая кронами граната» (1989)
- «Странник вечности» (1989)
- «Отпусти мне грехи мои» (1990)
- «Армянская борьба за выживание»(1993, США)

## Произведения
Опубликовал три книги: «Возьми меня в руки свои» (издательство Гаспринт, 2012), «Миниатюры мысли» (афоризмы, авторское издание, 2013), автобиографическая повесть «Три возраста» (издательство «Лусакн», 2015).

### Выставки
- 99 Pleasant, посвящённая 20-летию независимости РА,  павильон Союза искусств «Нарекаци», 2011[8][9]
- «Я чист душой сегодня»,  галерея культурного центра Фонда «Текеян»,  Ереван, 2012[10]
- «Возьми меня  в  руки свои», павильон Союза искусств «Нарекаци», Ереван, 2012[11]
- Павильон Союза искусств «Нарекаци», Ереван, 2013
- Выставка, посвящённая 50-летию открытия  факультета психологии и философии ЕГУ, выставочный  зал ЕГУ, 2014
- Галерея культурного центра Фонда «Текеян»,  Ереван, 2015
- «По следам судьбы»,   Галерея культурного центра Фонда «Текеян»,  Ереван, 2015[12]
- «Возвращение», Галерея культурного центра Фонда «Текеян»,  Ереван, 2015[13]
- «Новый стиль в искусстве»,  Павильон мэрии Иджевана,  2015[14]
- «Возрождение», Союз художников Армении, Ереван,  2016
- «Корни», Краеведческий музей Капана, Капан, 2016
- «Сотворение», Государственный музей природы Армении, Ереван,2016

## Статьи, опубликованные в  прессе
- «Айреникидзайн», 1989, Комитасовский  унисон
- «СоветаканАйастан», газета, 1989, «Странник  вечности»
- «Экран», N 6-1990,  «Адепт»
- Наша забота, 2009 г, О замечательном фильме
- «Митк», N 34-2011 թ., 99 Pleasant
- Контакт, N 159-2011, Вистовка в Заботе
- Контакт, N 162-2011 г., У нас в Заботе 9 мая
- «Аравот», N 182 /4029/- 2011,  Как  превратить  реальность в искусство
- Контакт, N 171-2012 г., Другая жизнь фотографии
- Бостон, N 263-2012 г., Центр Макор фото арт
- Mirrorspectator 6, 2012, Exhibitphotocollage
- «Айреник», N 133-2012, Фото арт
- «Айастанианрапетутюн», N 188-2012, «Цвет ностальгии»
- «Канч», N 13- 2012, «Урок  ведет фотохудожник»
- Контакт, N 155-2012 г., Знакомые все лица
- «Грашхар», 4- 6 /67-69/ 2013,  «Возьми меня  в  свои руки»
- «Иратес», N 21 602-2015, «Искренний как  дитя, мечтательный  как  подросток, мудрый  как  старик»
- «Чгрвацоренкнер», N 1- 2015, «Последовал за одним – нарушил три»
- «Айастани Анрапетутюн», N 46 /60 92/ 2015, Беседы  души по зову  корней
- «Аравот», N 213 /5056/ 2015, Жирайр Агавелян, Красиво рисовать – не значит вдохнуть в картины  жизнь
- «Иджеван», N 666- 2015, «Игра цвета, пробуждающая человеческое  воображение»
- «Цолкер»,  N 3 /42/,   Для  меня  существует воскурение духа, веры, любви
- «Экономика», N 31 – 2016, Реальность бумеранга
- «Сюняц еркир», N 36 /412/ 2016, «Корни» и Библиотечный  день в  областной  администрации
- «Иратес», N 63 /720/- 2016, «Одушевленные картины»
- «Азг», N 6/258/ 2016, «Чувственное пространство цвета и слова»

## Награды
- Кинофестиваль им. Дзиги Вертова, «Лаваш», 1988 г. Санкт-Петербург
- Белые ночи-1988, «Кто он — Эдвард Казарян?», 1988 г. Санкт-Петербург.
- Межреспубликанский фестиваль, «Симфония камней», 1987, г. Вильнюс.
- Диплом за вклад в искусство  и новый подход к художественной фотографии, Тавушская область, 2015.
- Armenian struggle, 1993, Hometown video festival winner

## Галерея фоторежиссуры-фотоживописи

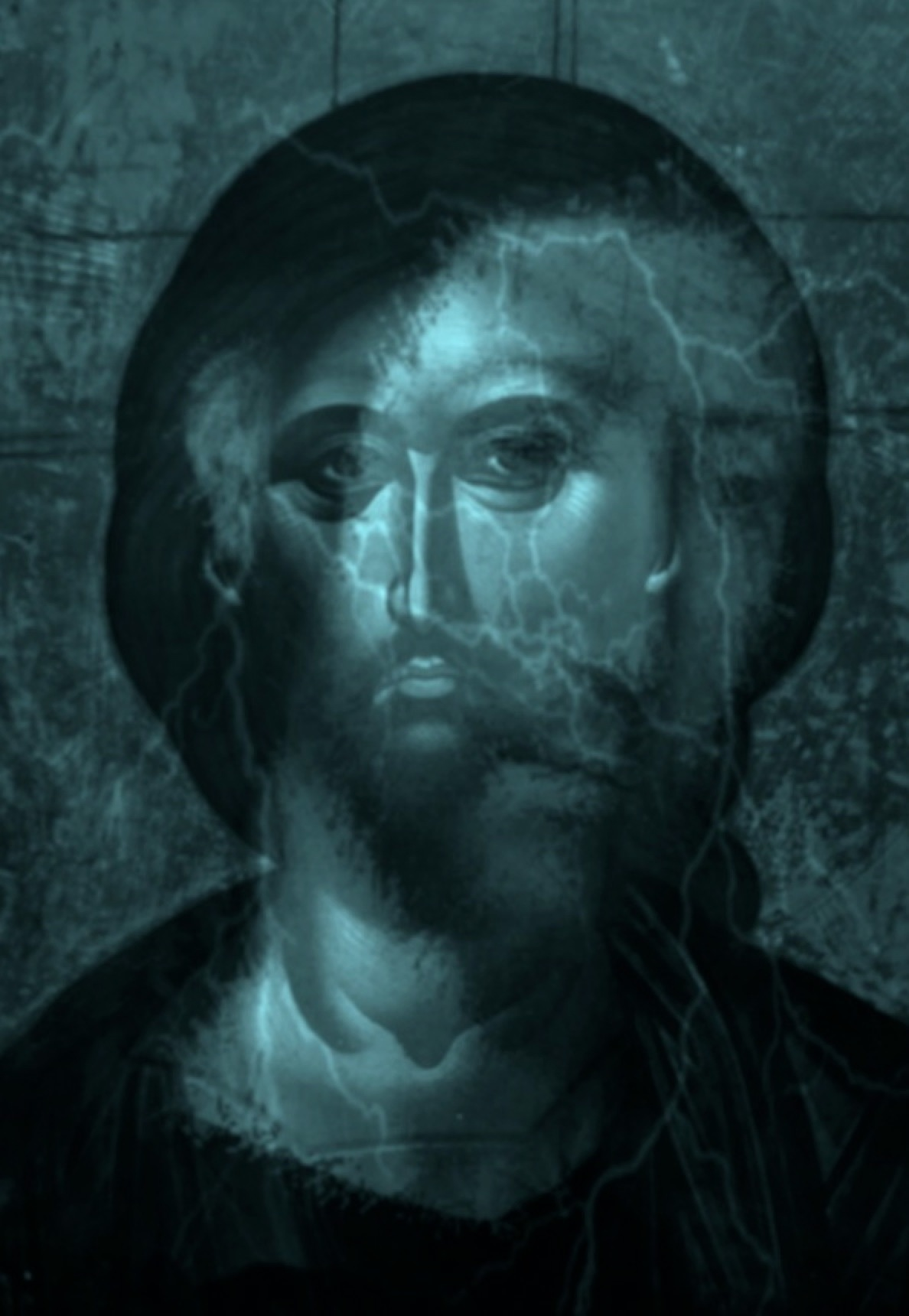
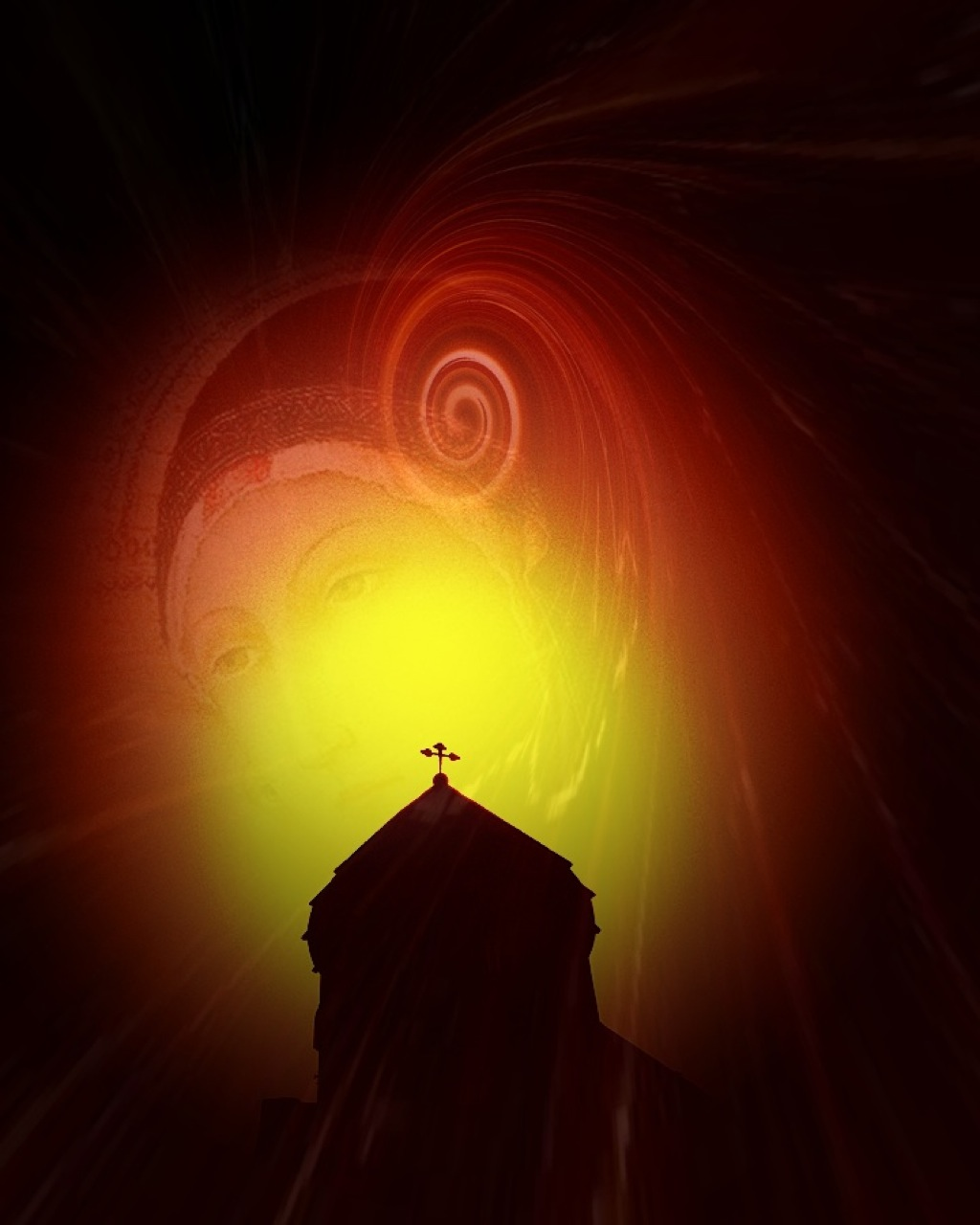
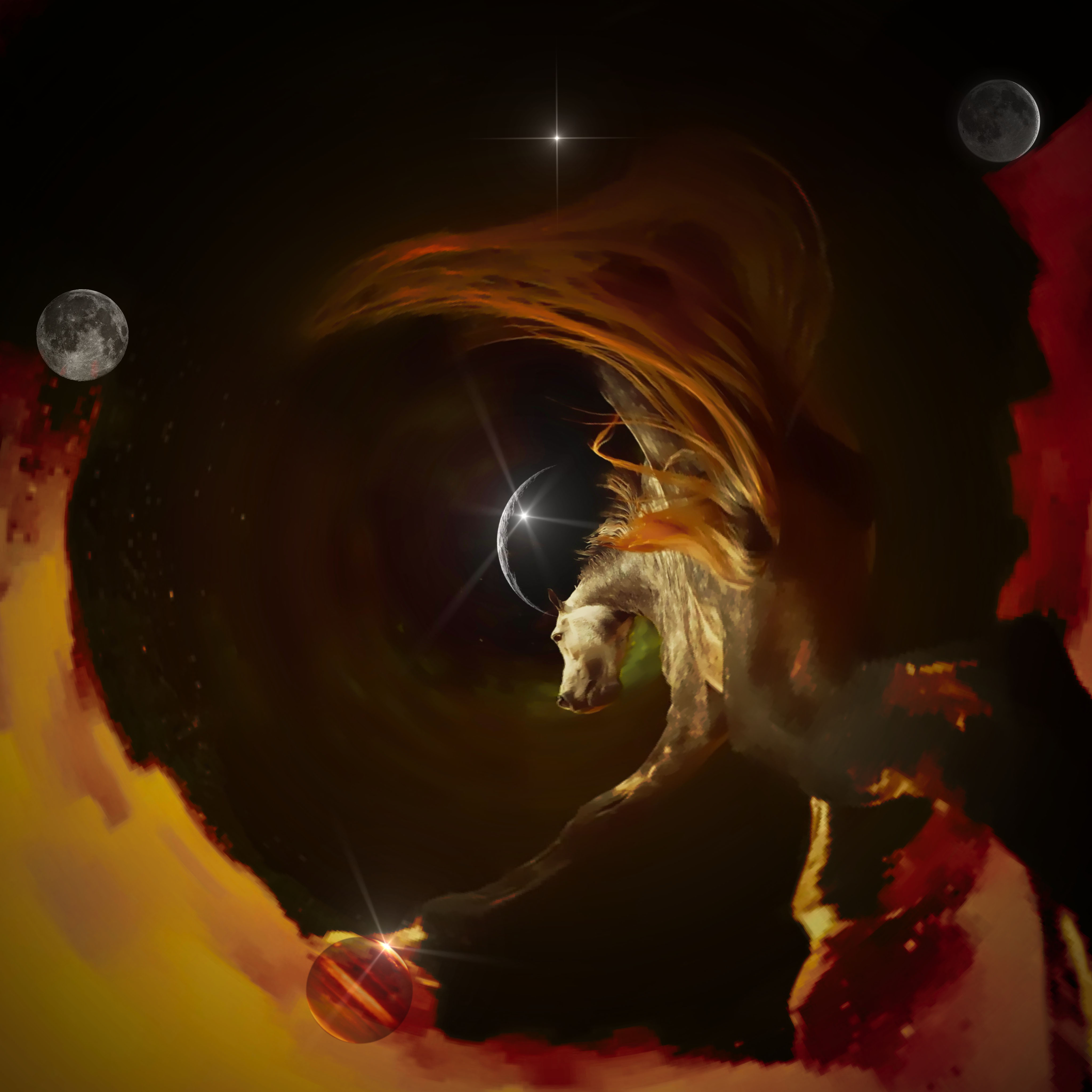
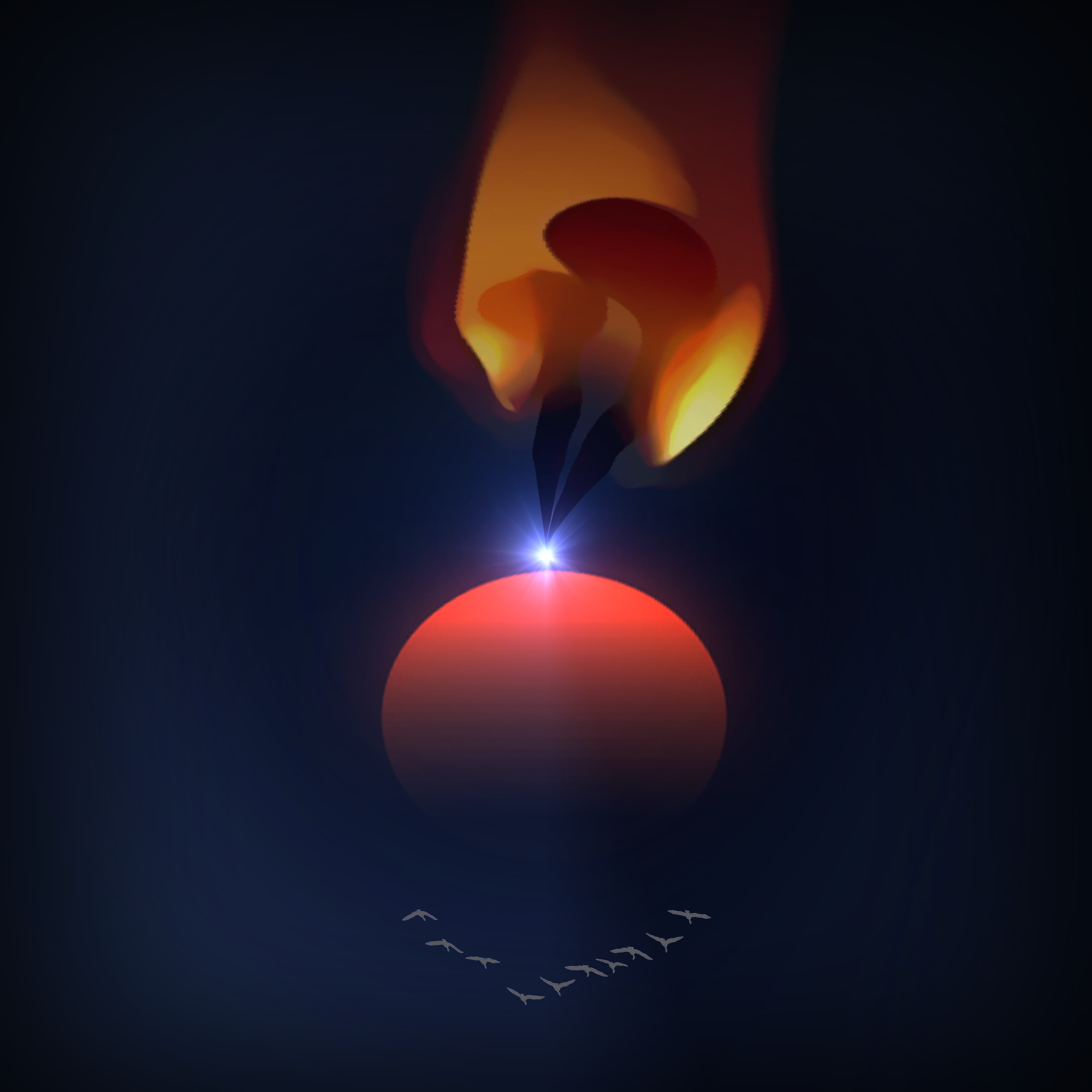
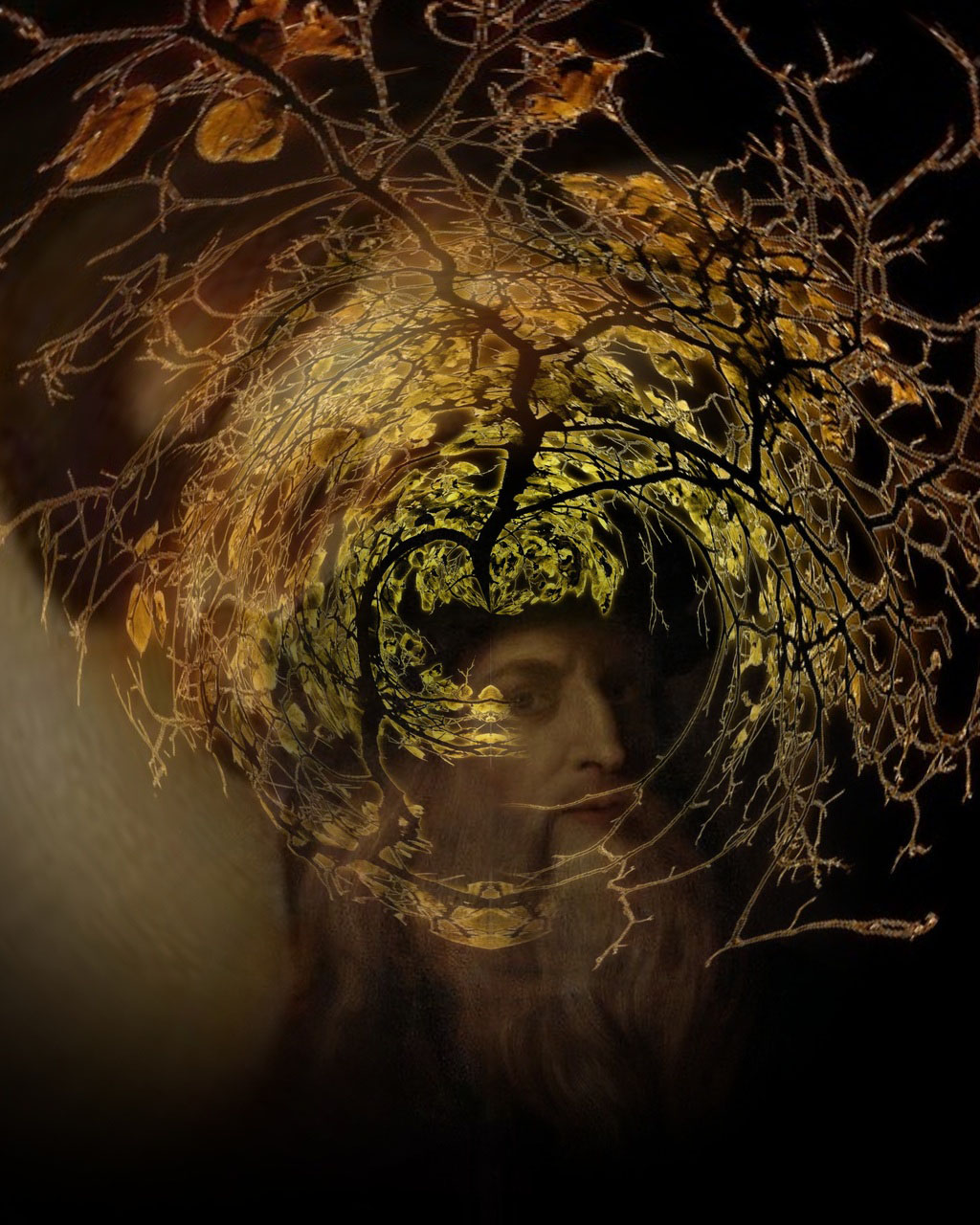
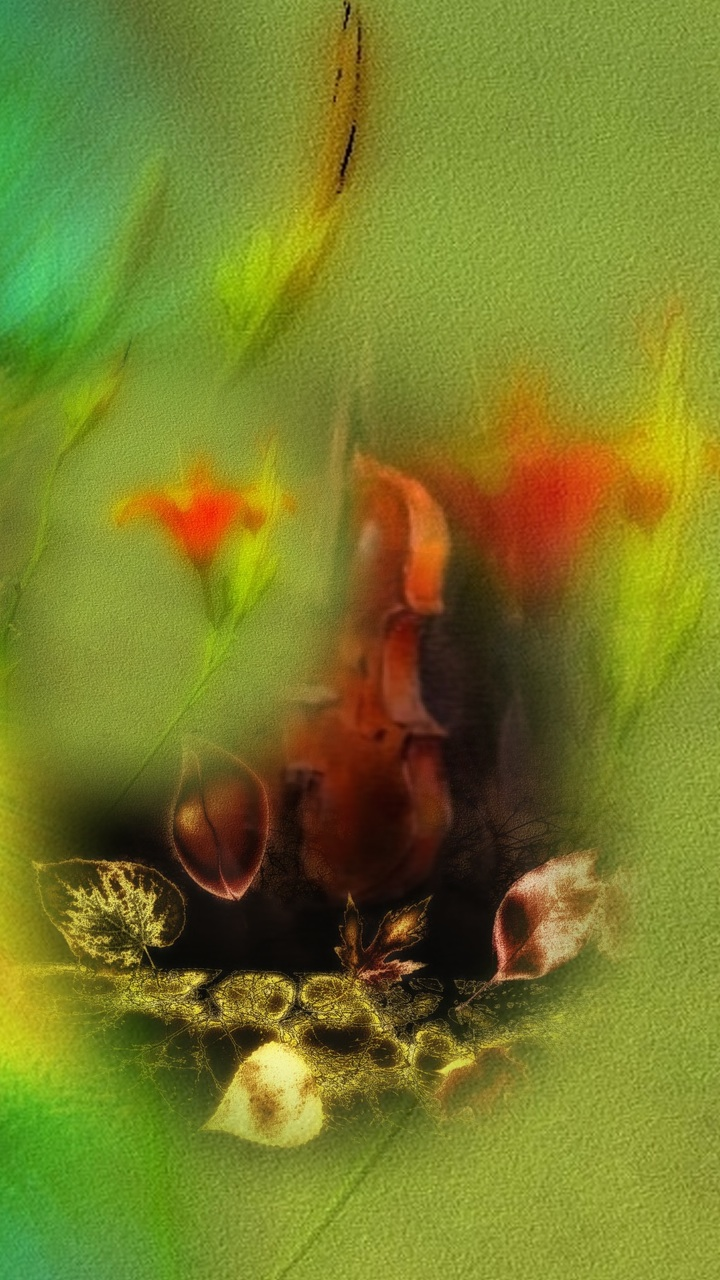
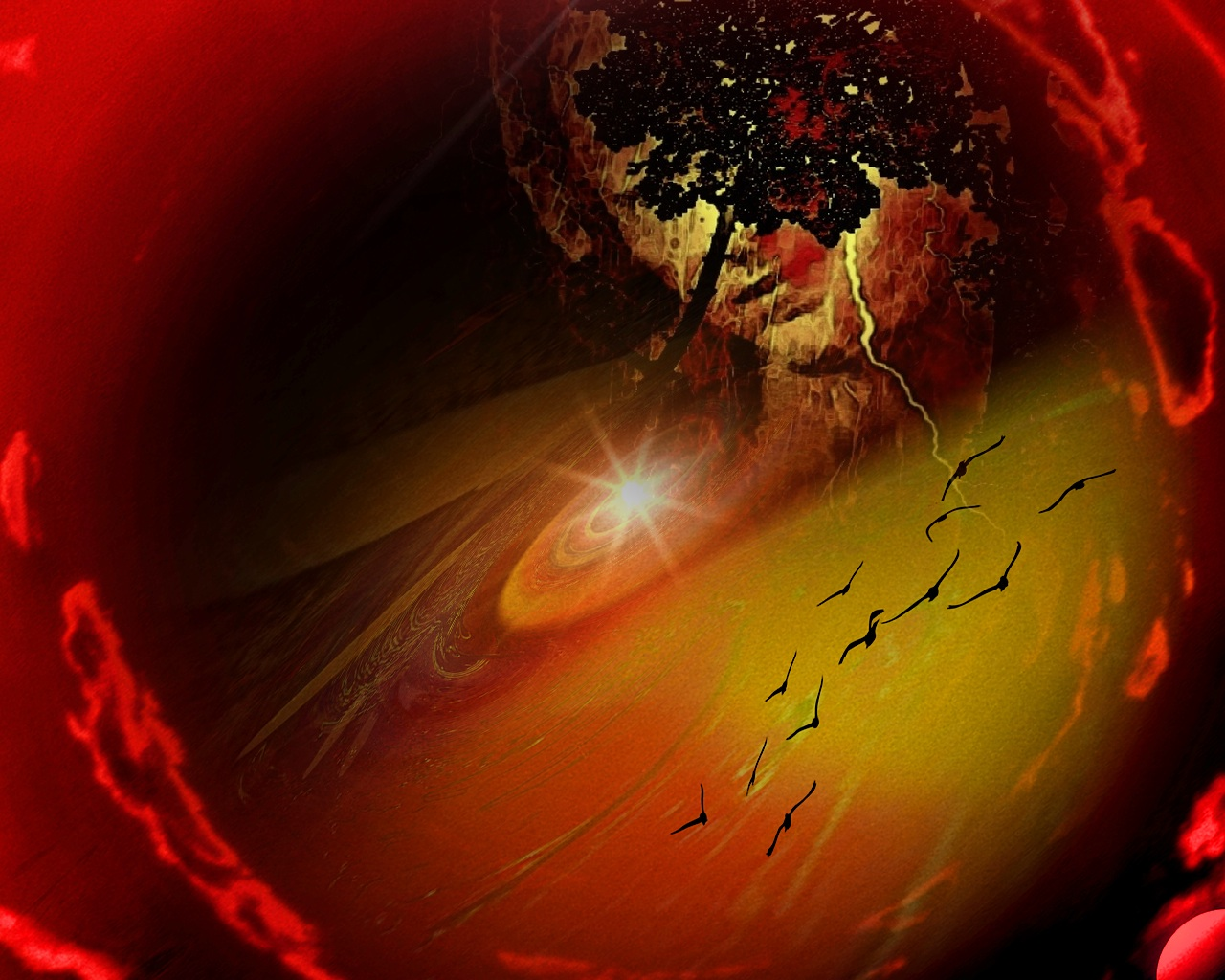
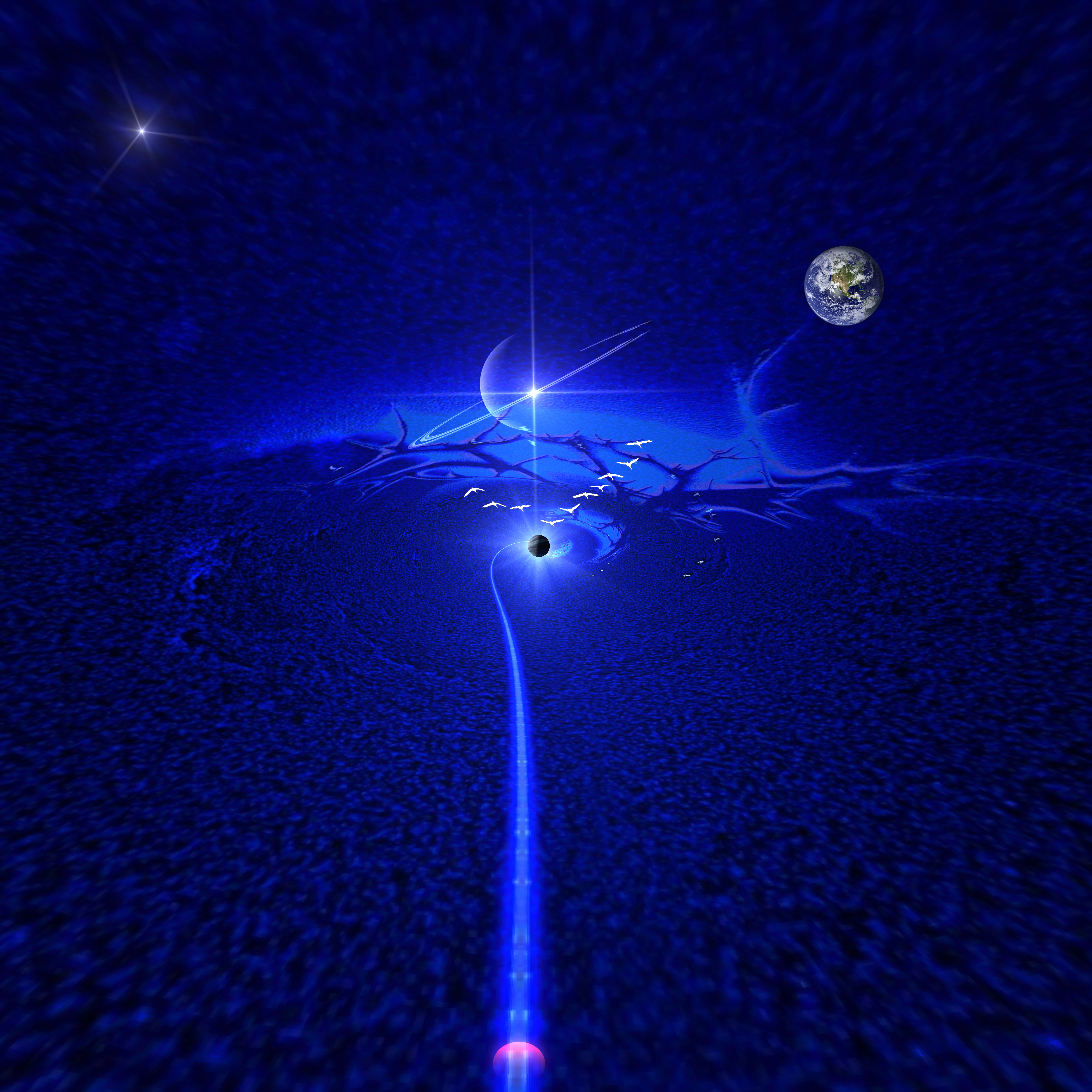
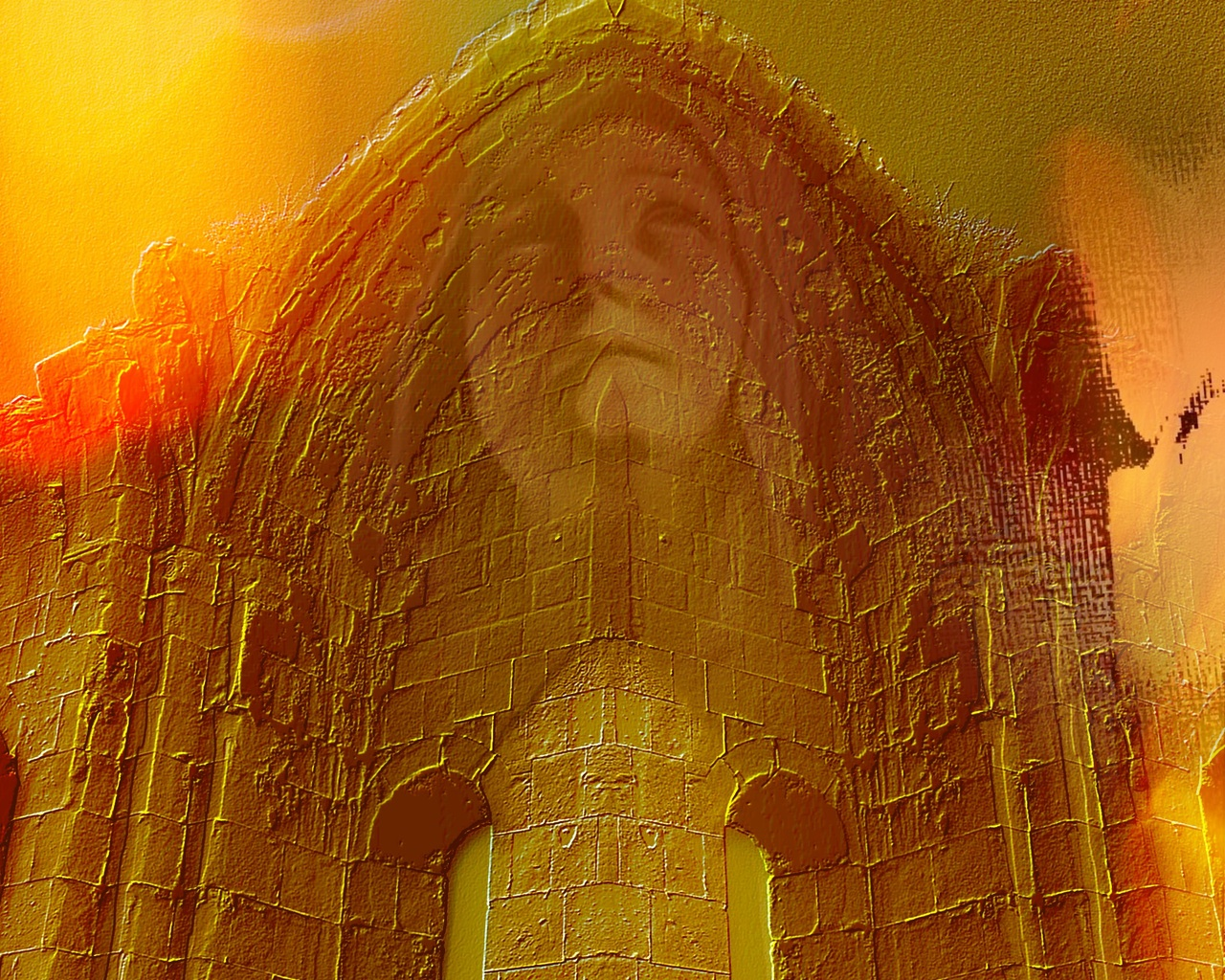

## Кадры с выставок

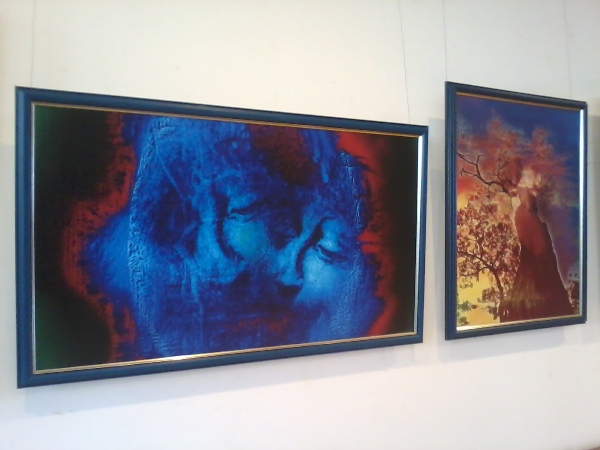
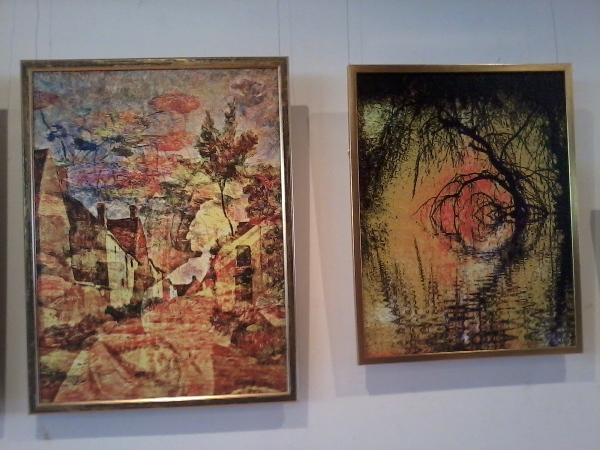
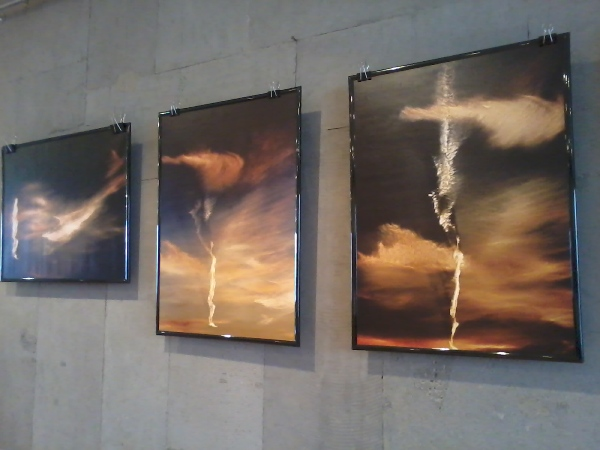
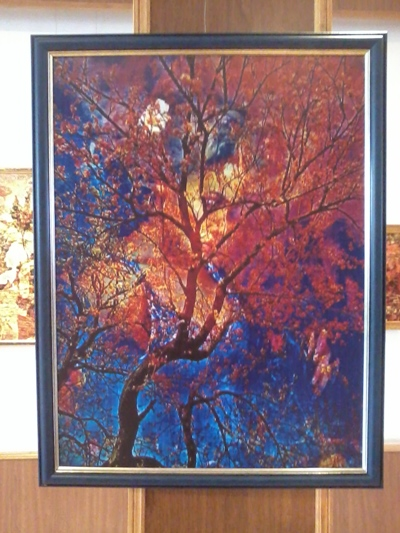